# Вороковка
Вороко́вка — село в Красноярском крае, является административным центром Вороковского сельсовета. Расположено на берегу реки Кемь, в 36 км в юго-западном направлении от села Казачинского, в 220 км к северу от краевого центра — города Красноярска.

## История
Когда появилась и кто основал деревню — данных нет. Впервые о ней упоминается в документах с 1800 года.

## Население
| 2010 |
| ---- |
| 429  |

Население на 01.01.2019 — 411 человек.
После распада СССР население села сокращается из-за отрицательного миграционного и естественного прироста.
Этнический состав проживающего на территории населения представлен в основном русскими, немцами, татарами и чувашами.